# Уиллис, Крис
Кристофер «Крис» Уиллис (англ. Christopher "Chris" Willis; род. 26 февраля 1969, Дейтон) — американский певец, автор-исполнитель и продюсер, получивший наибольшую известность благодаря исполнению вокальных партий в композициях диджея Давида Гетты. Вокал Уиллиса звучит в синглах Гетты «Love Don’t Let Me Go», «Love Is Gone», «Gettin' Over You», «Tomorrow Can Wait», «Everytime We Touch»

## Биография
Крис Уиллис начинал свою музыкальную карьеру как исполнитель госпелов. В 1993 году его исполнение госпела «Every Valley Shall Be Exalted» вошло в сборник классических христианских композиций Handel’s Messiah — A Soulful Celebration. В начале 90х Крис гастроллировал по Америке с группой церковных исполнителей. В середине 90х он выступал в качестве бэк-вокалиста у известной американской певицы и пианистки Твайлы Пэрис. В 1996 Крис Уиллис выпустил дебютный сольный альбом и участвовал в постановке христианского мюзикла Эммануил. CD-запись мюзикла получила награду GMA Dove Award в 1998 в категории Special Event Album of the Year.
В этом же году Уиллису пришлось пережить неприятные моменты, связанные с тем, что в прессе был раскрыт факт его гомосексуальной ориентации, что прежде им скрывалось. «Я чувствовал, что Бог меня понимает… Бог сделал нас теми, кто мы есть, и уже нам решать — принимать это или нет…». По словам певца, его ориентация повлияла на его исполнение госпелов: « Я считаю, что это негласное чувство вины, которое ощущается во время исполнения госпела — возможно, оно ощущается и в других видах искусства, — но я чувствовал, что мне совсем не просто каждый раз ощущать его».
В настоящее время Крис Уиллис проживает в Атланте, и его точка зрения на свою ориентацию и расовую принадлежность стала иной, по сравнению с 90-ми годами: он видит в них преимущества, а не препятствия.
В 1998 Крис Уиллис познакомился с хаус-диджеем и продюсером Давидом Геттой. Гетта предложил Уиллису сотрудничество, и вскоре они записали трек «Just a Little More Love». Вокал Уиллиса звучит в большинстве композиций с дебютного альбома Гетты Just a Little More Love.
В 2009 году Уиллис и Гетта организовали совместное турне в Европе в поддержку альбома One Love. В 2010 о Крисе Уиллисе году вышел документальный фильм Inside Out. 12 октября 2010 года вышел его сольный сингл «Louder (Put Your Hands Up)».

## Дискография
Синглы:
| Год  | Сингл                                                                           | Позиции в чартах | Позиции в чартах | Позиции в чартах | Позиции в чартах | Позиции в чартах | Позиции в чартах | Позиции в чартах | Позиции в чартах | Позиции в чартах | Позиции в чартах | Альбом                           |
| Год  | Сингл                                                                           | US               | US               | UK               | FR               | ITA              | BEL              | SWI              | NL               | AUS              | SWE              | Альбом                           |
| Год  | Сингл                                                                           | U.S. Pop         | U.S. Dance       | UK               | FR               | ITA              | BEL              | SWI              | NL               | AUS              | SWE              | Альбом                           |
| ---- | ------------------------------------------------------------------------------- | ---------------- | ---------------- | ---------------- | ---------------- | ---------------- | ---------------- | ---------------- | ---------------- | ---------------- | ---------------- | -------------------------------- |
| 2001 | «Just a Little More Love» (с Давидом Геттой)                                    | —                | —                | 19               | 29               | —                | —                | 59               | 38               | —                | —                | Just a Little More Love          |
| 2002 | «Love Don’t Let Me Go» (с Давидом Геттой)                                       | —                | —                | 46               | 4                | —                | —                | 13               | 19               | —                | —                | Just a Little More Love          |
| 2002 | «People Come, People Go» (с Давидом Геттой)                                     | —                | —                | —                | 42               | —                | —                | 54               | —                | —                | —                | Just a Little More Love          |
| 2004 | «Money» (с Давидом Геттой и Mone)                                               | —                | —                | —                | 63               | —                | —                | 52               | —                | —                | —                | Guetta Blaster                   |
| 2004 | «Stay» (с Давидом Геттой)                                                       | —                | —                | —                | 18               | —                | —                | 82               | —                | —                | —                | Guetta Blaster                   |
| 2006 | «Love Don't Let Me Go (Walking Away)» (с Давидом Геттой vs The Egg)             | —                | 3                | 3                | 11               | 9                | 42               | 19               | 43               | 32               | 25               | Fuck Me I'm Famous International |
| 2007 | «Love Is Gone» (с Давидом Геттой)                                               | 46               | 1                | 9                | 3                | 32               | 9                | 11               | 14               | —                | 9                | Pop Life                         |
| 2008 | «Tomorrow Can Wait» (с Давидом Геттой vs Tocadisco)                             | —                | 21               | —                | 8                | —                | —                | 44               | 21               | —                | —                | Pop Life                         |
| 2009 | «Everytime We Touch» (с Давидом Геттой, Стивом Анджелло и Себастьяном Ингроссо) | —                | —                | 68               | —                | —                | —                | —                | 19               | —                | —                | Pop Life                         |
| 2009 | «Gettin' Over» (с Давидом Геттой)                                               | —                | —                | 41               | —                | —                | —                | —                | —                | —                | —                | One Love                         |
| 2009 | «Sound of Letting Go» (с Давидом Геттой и Tocadisco)                            | —                | —                | —                | —                | —                | —                | —                | —                | —                | —                | One Love                         |
| 2010 | «Gettin' Over You» (с Давидом Геттой, Fergie и LMFAO)                           | 40               | 1                | 1                | —                | —                | 15               | 14               | 47               | 5                | 28               | One Love                         |
| 2010 | «Louder (Put Your Hands Up)» (с Давидом Геттой)                                 | —                | 1                | —                | —                | —                | —                | —                | —                | —                | —                | —                                |